# M.I.L.F. $
„M.I.L.F. $“ е песен на американската певица Фърги. Продуцирана е от Джамал Джоунс за предстоящия втори студиен албум на Фъргюсън „Double Dutchess“, който се очаква да излезе до края на 2016 г. Сингълът е издаден на 1 юли 2016 г. от лейбълите „Уил Ай Ем Мюзик Груп“ и „Интерскоуп Рекърдс“.

## Музикално видео
Музикалното видео към „M.I.L.F. $“ е режисирано от Колин Тилей в Лос Анджелис. Заснет в яркоцветен град, наречен „Милфвил“, видеото включва Фърги, заедно с група известни майки, облечени в бельо от 50-те години на 20 век. Обхваща Ким Кардашян до Криси Тейген, Алесандра Амброзио, Сиара, Джема Уорд, Тара Лин, Девън Аоки, Анджела Линдвал, Изабели Фонтана, Амбър Валета и Наташа Поли. Мъжките модели Джон Кортахарена и Джордан Барет участват като млекар и барман. Дъщерята на Амброзио – Аня, и дъщерята на Тейген – Луна, също участват в клипа. Премиерата на видеотое на 1 юли 2016 г. във VEVO.

## Формати
- Дигитално сваляне[5]

1. „M.I.L.F. $“ – 2:42